# Antoine Baud
Pour les articles homonymes, voir Baud.
Antoine Maurice Pierre Baud, né le 6 novembre 1925 à Gentilly et mort le 23 novembre 2014 à Brindas,, est un acteur et cascadeur français, qui a tourné également de nombreux téléfilms et séries.

## Filmographie

### Cinéma
- 1956 : Si Paris nous était conté de Sacha Guitry : Un royaliste
- 1959 : Le Bossu d'André Hunebelle
- 1960 : Austerlitz d'Abel Gance
- 1960 : Le Capitaine Fracasse de Pierre Gaspard-Huit
- 1961 : Le Miracle des loups d'André Hunebelle : Un balladin et un soldat
- 1961 : Cartouche de Philippe de Broca : Un complice de Cartouche
- 1962 : Le Masque de fer d'Henri Decoin
- 1962 : Le Chevalier de Pardaillan de Bernard Borderie : L'homme en rouge
- 1964 : Nick Carter va tout casser d'Henri Decoin : Un homme de main
- 1964 : Coplan, agent secret FX18 de Maurice Cloche
- 1964 : Le Majordome de Jean Delannoy : Bernard
- 1965 : Fantomas se déchaîne d'André Hunebelle : Un homme de Fantômas
- 1966 : Fantomas contre Scotland Yard d'André Hunebelle : William
- 1966 : Paradiso, hôtel du libre-échange de Peter Glenville : Un policier dans l'hôtel
- 1967 : Angélique et le Sultan de Bernard Borderie
- 1967 : Les Grandes Vacances de Jean Girault : Un marin au bistrot
- 1967 : Le Fou du labo 4 de Jacques Besnard : un acteur du western
- 1967 : Le Soleil des voyous de Jean Delannoy : Un policier de la route
- 1968 : Adieu l'ami de Jean Herman
- 1968 : Jeff de Jean Herman
- 1969 : Mon oncle Benjamin d'Édouard Molinaro
- 1970 : Le Mur de l'Atlantique de Marcel Camus : Un feldgendarme
- 1972 : Les Portes de feu de Claude Bernard-Aubert
- 1973 : L'Histoire très bonne et très joyeuse de Colinot trousse-chemise de Nina Companeez : Le Borgne
- 1974 : Le Retour du Grand Blond d'Yves Robert
- 1975 : Au-delà de la peur de Yannick Andreï
- 1975 : Le Juge et l'Assassin de Bertrand Tavernier : Un policier
- 1976 : Police Python 357 d'Alain Corneau
- 1976 : Le Juge Fayard dit « le Shériff » d'Yves Boisset : Un tueur
- 1976 : L'Alpagueur de Philippe Labro : Un employé de l'infirmerie de la prison
- 1978 : Perceval le Gallois d'Éric Rohmer - Le chevalier Vermeil
- 1981 : Le Choix des armes d'Alain Corneau
- 1986 : Mauvais Sang de Leos Carax : cascadeur
- 1988 : Cinq Jours en juin de Michel Legrand
- 1996 : Les Anges gardiens de Jean-Marie Poiré : cascadeur

### Télévision
- 1963-1966 : Thierry la Fronde, feuilleton télévisé de Claude Barma : De Bruel
- 1966 : Corsaires et Flibustiers, feuilleton télévisé de Claude Barma
- 1972 : Les Rois maudits, feuilleton télévisé de Claude Barma
- 1973 : Joseph Balsamo, feuilleton télévisé d'André Hunebelle
- 1973 : la Duchesse d'Avila, feuilleton télévisé de Philippe Ducrest
- 1973 : L'Hiver d'un gentilhomme de Yannick Andréi : La Buée
- 1974 :  Aux frontières du possible  : épisode : Le dernier rempart de Claude Boissol
- 1977 : Les Enquêtes du commissaire Maigret, épisode : Maigret, Lognon et les gangsters de Jean Kerchbron.

## Théâtre
- 1983 : Roméo et Juliette de William Shakespeare, mise en scène Jean-Paul Lucet, Théâtre des Célestins.